# Světový pohár v orientačním běhu 2015
Světový pohár v orientačním běhu v roce 2015 (Orienteering World Cup 2015) byl 21. ročníkem této soutěže. Skládal se z 11 individuálních závodů. Události se konaly v Austrálii, Norsku, Švédsku, Spojeném království a Švýcarsku. Daniel Hubmann ze Švýcarska vyhrál svůj druhý titul v řadě v mužské kategorii a celkově šestý titul. Tove Alexanderssonová ze Švédska získala svůj druhý titul v ženské kategorii.

## Program světového poháru 2015
| č. | Datum          | Trať         | Místo                         | Vítěz muži        | Vítěz ženy                         |
| -- | -------------- | ------------ | ----------------------------- | ----------------- | ---------------------------------- |
| 1  | 3. leden 2015  | Sprint       | Tasmania, Austrálie           | Matthias Kyburz   | Tove Alexanderssonová              |
| 2  | 8. leden 2015  | Middle       | Tasmania, Austrálie           | Daniel Hubmann    | Tove Alexanderssonová              |
| 3  | 10. leden 2015 | Long         | Tasmania, Austrálie           | Matthias Kyburz   | Tove Alexanderssonová              |
| 4  | 3. červen 2015 | Long         | Halden, Norsko                | Matthias Kyburz   | Ida Bobachová                      |
| 5  | 6. červen 2015 | Sprint       | Lysekil, Švédsko              | Závod anulován    | Závod anulován                     |
| 6  | 7. červen 2015 | Middle       | Uddevalla, Švédsko            | Thierry Gueorgiou | Helena Janssonová                  |
| 7  | 2. srpen 2015  | Sprint (WOC) | Inverness, Spojené království | Jonas Leandersson | Tove Alexanderssonová              |
| 8  | 4. srpen 2015  | Middle (WOC) | Inverness, Spojené království | Daniel Hubmann    | Annika Billstamová                 |
| 9  | 7. srpen 2015  | Long (WOC)   | Inverness, Spojené království | Thierry Gueorgiou | Ida Bobachová                      |
| 10 | 2. říjen 2015  | Long         | Arosa, Švýcarsko              | Daniel Hubmann    | Anne Margrethe Hausken Nordbergová |
| 11 | 3. říjen 2015  | Middle       | Arosa, Švýcarsko              | Daniel Hubmann    | Catherine Taylorová                |